# Hundborg-Jannerup-Vang-Vorupør-Vester Vandet Pastorat
Hundborg-Jannerup-Vang-Vorupør-Vester Vandet Pastorat er et pastorat i Thisted Provsti og i Thisted Kommune, tidligere i Hundborg og Hillerslev herreder.

## Præster
Pastoratets faste præst bor i Vang. Desuden deler pastoratet en bistandspræst med Tilsted Pastorat.
Der er et sognehus i Hundborg.

## Menighedsråd
I november 2012 blev der valgt fire menighedsråd i det nuværende pastorat. Det var Vester Vandet Sogns Menighedsråd, Vang Sogns Menighedsråd, Vorupør Sogns Menighedsråd og Hundborg-Jannerup Sognes Menighedsråd.

## Nabopastorater
Hundborg-Jannerup-Vang-Vorupør-Vester Vandet Pastorat grænser op til Hansted-Klitmøller-Ræhr-Vigsø Pastorat, Nors-Tved-Øster Vandet Pastorat, Sjørring-Thorsted-Skjoldborg-Kallerup Pastorat, Snedsted Pastorat og Nørhå-Sønderhå-Hørsted Pastorat samt til Vesterhavet. 

## Kommuner
I 1842 blev der oprettet tre kommuner i den vestlige del af Hundborg Herred. Det var Nørhå Kommune (med Stenbjerg), Hundborg-Jannerup Kommune (med Nørre Vorupør) og Vang Kommune. 
I 1842 blev Vester Vandet-Øster Vandet Kommune (med Klitmøller) oprettet i Hillerslev Herred.
I 1968 blev Vester Vandet-Øster Vandet Kommune indlemmet i Hanstholm Kommune.
I 1970 blev hele Øster Vandet samt største delen af Vester Vandet og Nors sogne overført fra Hanstholm Kommune til Thisted Kommune. Hanstholm Kommune beholdt dog Klitmøller Sogn og de områder i Hanstholm-reservatet, der tidligere var en del af af Nors Sogn.
I nutiden er Klitmøller en del af Hansted-Klitmøller-Ræhr-Vigsø Pastorat.
Nørhå (med Stenbjerg) og Hundborg-Jannerup (med Vorupør) og Vang blev en del af Thisted Kommune i 1970.
I 1970 blev Nørhå en del af det stadigt eksisterende pastorat Nørhå-Sønderhå-Hørsted.
I 2007 blev de tre hidtidige kommuner i Thy (Hanstholm, Thisted og Sydthy) lagt sammen til den nye Thisted Kommune.